# Krasznozjorszkojei járás

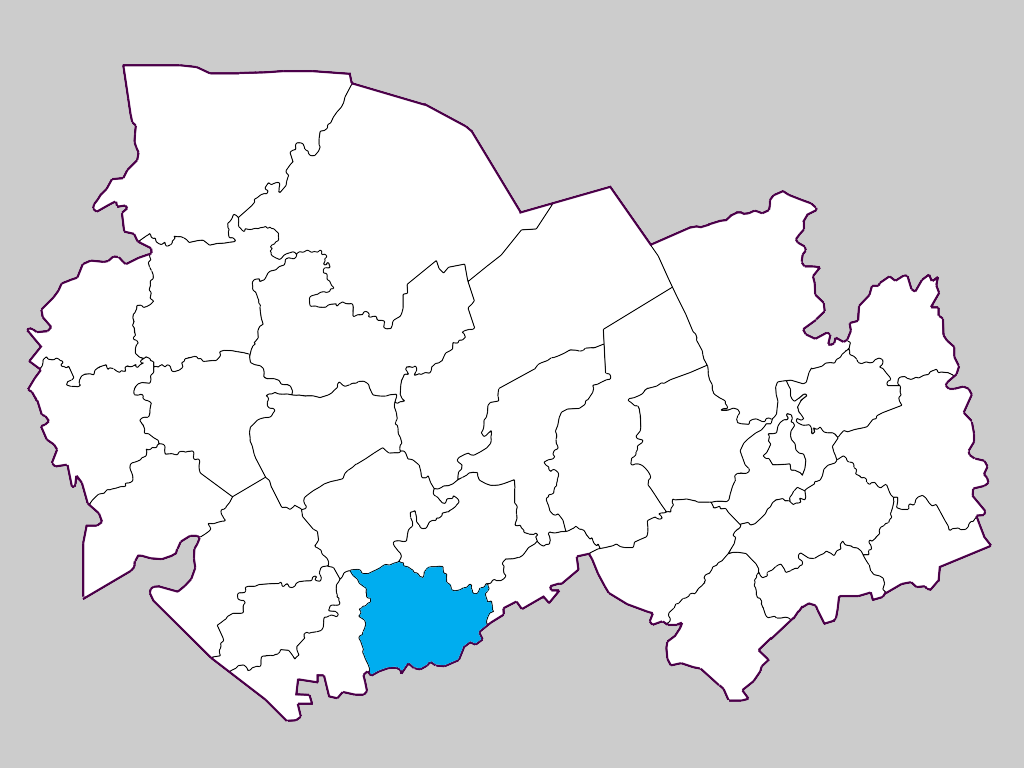
A Krasznozjorszkojei járás a Novoszibirszki területen

A Krasznozjorszkojei járás (oroszul Краснозёрский район) Oroszország egyik járása a Novoszibirszki területen. Székhelye Krasznozjorszkoje.

## Népesség
- 1989-ben 40 312 lakosa volt.
- 2002-ben 38 836 lakosa volt, melynek 87%-a orosz, a többiek főleg németek, ukránok és kazahok.
- 2010-ben 32 491 lakosa volt, melyből 29 217 orosz (90,3%), 1 052 német (3,3%), 974 kazah (3%), 715 ukrán (2,2%), 69 tatár (0,2%), 44 üzbég, 38 örmény, 34 fehérorosz, 30 azeri, 30 mordvin, 27 moldáv, 19 tadzsik, 12 mari, 10 csuvas stb.